# Powiat de Końskie
Le powiat de Końskie (en polonais : powiat konecki) est un powiat appartenant à la voïvodie de Sainte-Croix dans le centre-sud de la Pologne.

## Division administrative
Le powiat de Końskie comprend 8 communes :
- 2 communes urbaines-rurales : Końskie et Stąporków ;
- 6 communes rurales : Fałków, Gowarczów, Radoszyce, Ruda Maleniecka, Słupia et Smyków.